# علي فالي
علي فالي (بالفارسية: علی والی، من مواليد 19 أكتوبر 1950) هو رافع الوزن الثقيل الإيراني المُتقاعد الذي فاز بميداليات ذهبية في بطولة آسيا عام 1971 ودورة الألعاب الآسيوية لعام 1974. تنافس أيضًا في دورة الألعاب الأولمبية الصيفية لعام 1976، لكنَّهُ فشل في إكمال الحدث النظيف والرعق.

## روابط خارجية
- علي فالي على موقع اللجنة الأولمبية الدولية (الإنجليزية)
- علي فالي على موقع أوليمبيديا (الإنجليزية)